# World League eSport Bundesliga
La World League eSport Bundesliga (ESBL) fue una liga de deporte electrónico (videojuego de fútbol) en Alemania. Los jugadores compitieron en el juego FIFA 06 por un premio de 50.000 €. La World League eSport Bundesliga tuvo una difusión de la televisión en la Deutsches Sportfernsehen (televisión alemana del deporte). Jana Ina (Miss Intercontinental 1998) y Giovanni Zarella (cantante anterior de Bro'Sis) fueron los asesores de las demostraciones en televisión.

## Estructura de la ESBL
La estructura se basa a partir de la 1. Bundesliga. Todos los juegos del primera Bundesliga se juegan en el CineStar IMAX en el Sony Center en Berlín.
| Clase | Liga/División                                               | Liga/División                                               | Liga/División                                               | Liga/División                                               | Liga/División                                               | Liga/División                                               | Liga/División                                               | Liga/División                                               | Liga/División                                               | Liga/División                                               | Liga/División                                               | Liga/División                                               |
| 1     | 1. Bundesliga (3 descienden ) (Sin Línea)                   | 1. Bundesliga (3 descienden ) (Sin Línea)                   | 1. Bundesliga (3 descienden ) (Sin Línea)                   | 1. Bundesliga (3 descienden ) (Sin Línea)                   | 1. Bundesliga (3 descienden ) (Sin Línea)                   | 1. Bundesliga (3 descienden ) (Sin Línea)                   | 1. Bundesliga (3 descienden ) (Sin Línea)                   | 1. Bundesliga (3 descienden ) (Sin Línea)                   | 1. Bundesliga (3 descienden ) (Sin Línea)                   | 1. Bundesliga (3 descienden ) (Sin Línea)                   | 1. Bundesliga (3 descienden ) (Sin Línea)                   | 1. Bundesliga (3 descienden ) (Sin Línea)                   |
| 2     | 2. Bundesliga (3 descienden, 3 ascienden ) (En Línea)       | 2. Bundesliga (3 descienden, 3 ascienden ) (En Línea)       | 2. Bundesliga (3 descienden, 3 ascienden ) (En Línea)       | 2. Bundesliga (3 descienden, 3 ascienden ) (En Línea)       | 2. Bundesliga (3 descienden, 3 ascienden ) (En Línea)       | 2. Bundesliga (3 descienden, 3 ascienden ) (En Línea)       | 2. Bundesliga (3 descienden, 3 ascienden ) (En Línea)       | 2. Bundesliga (3 descienden, 3 ascienden ) (En Línea)       | 2. Bundesliga (3 descienden, 3 ascienden ) (En Línea)       | 2. Bundesliga (3 descienden, 3 ascienden ) (En Línea)       | 2. Bundesliga (3 descienden, 3 ascienden ) (En Línea)       | 2. Bundesliga (3 descienden, 3 ascienden ) (En Línea)       |
| 3     | 3. Bundesliga (6 descienden, 3 ascienden ) (En Línea)       | 3. Bundesliga (6 descienden, 3 ascienden ) (En Línea)       | 3. Bundesliga (6 descienden, 3 ascienden ) (En Línea)       | 3. Bundesliga (6 descienden, 3 ascienden ) (En Línea)       | 3. Bundesliga (6 descienden, 3 ascienden ) (En Línea)       | 3. Bundesliga (6 descienden, 3 ascienden ) (En Línea)       | 3. Bundesliga (6 descienden, 3 ascienden ) (En Línea)       | 3. Bundesliga (6 descienden, 3 ascienden ) (En Línea)       | 3. Bundesliga (6 descienden, 3 ascienden ) (En Línea)       | 3. Bundesliga (6 descienden, 3 ascienden ) (En Línea)       | 3. Bundesliga (6 descienden, 3 ascienden ) (En Línea)       | 3. Bundesliga (6 descienden, 3 ascienden ) (En Línea)       |
| 4     | Oberliga (6 descienden, 6 ascienden ) (4 siguen / En Línea) | Oberliga (6 descienden, 6 ascienden ) (4 siguen / En Línea) | Oberliga (6 descienden, 6 ascienden ) (4 siguen / En Línea) | Oberliga (6 descienden, 6 ascienden ) (4 siguen / En Línea) | Oberliga (6 descienden, 6 ascienden ) (4 siguen / En Línea) | Oberliga (6 descienden, 6 ascienden ) (4 siguen / En Línea) | Oberliga (6 descienden, 6 ascienden ) (4 siguen / En Línea) | Oberliga (6 descienden, 6 ascienden ) (4 siguen / En Línea) | Oberliga (6 descienden, 6 ascienden ) (4 siguen / En Línea) | Oberliga (6 descienden, 6 ascienden ) (4 siguen / En Línea) | Oberliga (6 descienden, 6 ascienden ) (4 siguen / En Línea) | Oberliga (6 descienden, 6 ascienden ) (4 siguen / En Línea) |
| 5     | Kreisklasse (3 ascienden) (8 siguen / En Línea)             | Kreisklasse (3 ascienden) (8 siguen / En Línea)             | Kreisklasse (3 ascienden) (8 siguen / En Línea)             | Kreisklasse (3 ascienden) (8 siguen / En Línea)             | Kreisklasse (3 ascienden) (8 siguen / En Línea)             | Kreisklasse (3 ascienden) (8 siguen / En Línea)             | Kreisklasse (3 ascienden) (8 siguen / En Línea)             | Kreisklasse (3 ascienden) (8 siguen / En Línea)             | Kreisklasse (3 ascienden) (8 siguen / En Línea)             | Kreisklasse (3 ascienden) (8 siguen / En Línea)             | Kreisklasse (3 ascienden) (8 siguen / En Línea)             | Kreisklasse (3 ascienden) (8 siguen / En Línea)             |